# Józef Michna
Józef Michna (ur. 30 kwietnia 1933 w Wysokiej) – polski działacz partyjny i państwowy, w latach 1975–1983 wicewojewoda krośnieński.

## Życiorys
Syn Wojciecha i Stefanii. W 1956 wstąpił do Polskiej Zjednoczonej Partii Robotniczej. Od 1974 był zastępcą kierownika Wydziału Rolnego w Komitecie Wojewódzkim PZPR w Rzeszowie. Od czerwca 1975 do ok. 1983 zajmował stanowisko wicewojewody krośnieńskiego. Od 1978 do 1981 zasiadał w egzekutywie Komitetu Wojewódzkiego PZPR w Krośnie.